# IHF-Feldhandball-Europapokal 1969
Der IHF-Feldhandball-Europapokal 1969 war ein im Jahr 1969 ausgetragener Wettbewerb im Feldhandball in der ostwestfälischen Stadt Minden sowie Krefeld und Bad Oeynhausen in Nordrhein-Westfalen. Es trafen die nationalen Meister der Länder Österreich, Bundesrepublik Deutschland, Schweiz und den Niederlanden, sowie als Titelverteidiger TSV Grün-Weiß Dankersen aufeinander. Als Qualifikationsgrundlage diente die Saison 1968. Bei der zweiten Austragung des Wettbewerbs setzte sich erneut der TSV Grün-Weiß Dankersen durch, der mit Herbert Lübking zudem den Torschützenkönig stellte. Die Spiele des Turniers fanden vom 24. bis 26. Mai 1969 statt.

## Turniermodus
Die fünf teilnehmenden Mannschaften bestritten ein Rundenturnier, wobei jede Mannschaft einmal gegen jedes andere Team antreten musste. Die Mannschaft, die nach Abschluss dieser Begegnungen die meisten Punkte aufwies, wurde Sieger. Bei einer eventuellen Punktgleichheit zwischen zwei oder mehreren Mannschaften, hätte das bessere Torverhältnis den Ausschlag gegeben.

### Teilnehmende Mannschaften
- Union West Wien (Meister)
- TV Oppum (Bundesliga)
- KTSV St. Otmar St. Gallen (Nationalliga A)
- AHC 31 Amsterdam
- TSV Grün-Weiß Dankersen (als Titelverteidiger) (Bundesliga)

## Tabelle und Spiele
| Pl. | Land                      | Sp. | S | U | N | Tore    | Diff. | Punkte |
| --- | ------------------------- | --- | - | - | - | ------- | ----- | ------ |
| 1.  | TSV Grün-Weiß Dankersen   | 4   | 4 | 0 | 0 | 085:320 | +53   | 08:00  |
| 2.  | TV Oppum                  | 4   | 3 | 0 | 1 | 058:410 | +17   | 06:20  |
| 3.  | KTSV St. Otmar St. Gallen | 4   | 2 | 0 | 2 | 054:590 | −5    | 04:40  |
| 4.  | Union West Wien           | 4   | 1 | 0 | 3 | 043:600 | −17   | 02:60  |
| 5.  | AHC 31 Amsterdam          | 4   | 0 | 0 | 4 | 044:920 | −48   | 00:80  |

|  | Europapokalsieger 1969 |

| 24. Mai 1969 18:00 Uhr | TV Oppum         | 26 : 13  | AHC 31 Amsterdam | Grotenburg-Stadion, Krefeld Zuschauer: 1.000 Schiedsrichter: Mosnicka |
| 24. Mai 1969 18:00 Uhr | Pasch, Inger (6) | (12 : 6) | Sondaar (4)      | Grotenburg-Stadion, Krefeld Zuschauer: 1.000 Schiedsrichter: Mosnicka |
| 24. Mai 1969 18:00 Uhr |                  |          |                  | Grotenburg-Stadion, Krefeld Zuschauer: 1.000 Schiedsrichter: Mosnicka |

| 24. Mai 1969 18:30 Uhr | TSV Grün-Weiß Dankersen | 23 : 10  | Union West Wien | Weserstadion, Minden Zuschauer: 1.900 Schiedsrichter: Gabriel |
| 24. Mai 1969 18:30 Uhr | Lübking (8)             | (12 : 4) | Göth (5)        | Weserstadion, Minden Zuschauer: 1.900 Schiedsrichter: Gabriel |
| 24. Mai 1969 18:30 Uhr |                         |          |                 | Weserstadion, Minden Zuschauer: 1.900 Schiedsrichter: Gabriel |

| 25. Mai 1969 11:00 Uhr | KTSV St. Otmar St. Gallen | 10 : 13 | TV Oppum | Grotenburg-Stadion, Krefeld Zuschauer: 1.100 Schiedsrichter: Houtbraken |
| 25. Mai 1969 11:00 Uhr | Notter (5)                | (5 : 6) | ?        | Grotenburg-Stadion, Krefeld Zuschauer: 1.100 Schiedsrichter: Houtbraken |
| 25. Mai 1969 11:00 Uhr |                           |         |          | Grotenburg-Stadion, Krefeld Zuschauer: 1.100 Schiedsrichter: Houtbraken |

| 25. Mai 1969 11:00 Uhr | AHC 31 Amsterdam | 8 : 27   | TSV Grün-Weiß Dankersen     | Weserstadion, Minden Zuschauer: 1.500 Schiedsrichter: Gabriel |
| 25. Mai 1969 11:00 Uhr | Sondaar (4)      | (2 : 13) | Glombek, Lübking, Munck (5) | Weserstadion, Minden Zuschauer: 1.500 Schiedsrichter: Gabriel |
| 25. Mai 1969 11:00 Uhr |                  |          |                             | Weserstadion, Minden Zuschauer: 1.500 Schiedsrichter: Gabriel |

| 25. Mai 1969 17:00 Uhr | Union West Wien   | 17 : 10 | AHC 31 Amsterdam           | Weserstadion, Minden Zuschauer: ? Schiedsrichter: Falk |
| 25. Mai 1969 17:00 Uhr | Dittert, Göth (5) | (7 : 6) | Janmaat, T. Rijkenberg (3) | Weserstadion, Minden Zuschauer: ? Schiedsrichter: Falk |
| 25. Mai 1969 17:00 Uhr |                   |         |                            | Weserstadion, Minden Zuschauer: ? Schiedsrichter: Falk |

| 25. Mai 1969 18:15 Uhr | KTSV St. Otmar St. Gallen | 9 : 23   | TSV Grün-Weiß Dankersen | Weserstadion, Minden Zuschauer: 2.500 Schiedsrichter: Mosnicka |
| 25. Mai 1969 18:15 Uhr | Notter (5)                | (5 : 11) | Munck, Nottmeier (6)    | Weserstadion, Minden Zuschauer: 2.500 Schiedsrichter: Mosnicka |
| 25. Mai 1969 18:15 Uhr |                           |          |                         | Weserstadion, Minden Zuschauer: 2.500 Schiedsrichter: Mosnicka |

| 26. Mai 1969 10:00 Uhr | TV Oppum        | 14 : 6  | Union West Wien | Bad Oeynhausen Zuschauer: 1.000 Schiedsrichter: Houtbraken |
| 26. Mai 1969 10:00 Uhr | Zwierkowski (7) | (6 : 1) | Holzinger (2)   | Bad Oeynhausen Zuschauer: 1.000 Schiedsrichter: Houtbraken |
| 26. Mai 1969 10:00 Uhr |                 |         |                 | Bad Oeynhausen Zuschauer: 1.000 Schiedsrichter: Houtbraken |

| 26. Mai 1969 10:30 Uhr | AHC 31 Amsterdam | 13 : 22  | KTSV St. Otmar St. Gallen | Weserstadion, Minden Zuschauer: 400 Schiedsrichter: Falk |
| 26. Mai 1969 10:30 Uhr | Sondaar (6)      | (4 : 12) | Notter (10)               | Weserstadion, Minden Zuschauer: 400 Schiedsrichter: Falk |
| 26. Mai 1969 10:30 Uhr |                  |          |                           | Weserstadion, Minden Zuschauer: 400 Schiedsrichter: Falk |

| 26. Mai 1969 16:00 Uhr | Union West Wien | 10 : 13 | KTSV St. Otmar St. Gallen | Weserstadion, Minden Zuschauer: 1.600 Schiedsrichter: Rosmanith |
| 26. Mai 1969 16:00 Uhr | Dittert (6)     | (4 : 6) | Stahlberger (5)           | Weserstadion, Minden Zuschauer: 1.600 Schiedsrichter: Rosmanith |
| 26. Mai 1969 16:00 Uhr |                 |         |                           | Weserstadion, Minden Zuschauer: 1.600 Schiedsrichter: Rosmanith |

| 26. Mai 1969 17:15 Uhr | TSV Grün-Weiß Dankersen | 12 : 5  | TV Oppum                  | Weserstadion, Minden Zuschauer: 4.500 Schiedsrichter: Gabriel |
| 26. Mai 1969 17:15 Uhr | Lübking (8)             | (5 : 2) | Schroers, Zwierkowski (2) | Weserstadion, Minden Zuschauer: 4.500 Schiedsrichter: Gabriel |
| 26. Mai 1969 17:15 Uhr |                         |         |                           | Weserstadion, Minden Zuschauer: 4.500 Schiedsrichter: Gabriel |

## Statistiken

### Torschützenliste
| Pl.                           | Spieler            | Verein                    | Tore |
| ----------------------------- | ------------------ | ------------------------- | ---- |
| 1                             | Herbert Lübking    | TSV Grün-Weiß Dankersen   | 24   |
| 2                             | Peter Notter       | KTSV St. Otmar St. Gallen | 23   |
| 3                             | Bernd Munck        | TSV Grün-Weiß Dankersen   | 17   |
| 4                             | Bob Sondaar        | AHC 31 Amsterdam          | 16   |
| 5                             | Max Zwierkowski    | TV Oppum                  | 14   |
| 6                             | Harald Dittert     | Union West Wien           | 12   |
| 6                             | Friedel Göth       | Union West Wien           | 12   |
| 8                             | Pasch              | TV Oppum                  | 10   |
| 9                             | Friedrich Borgmann | TSV Grün-Weiß Dankersen   | 9    |
| 9                             | Herbert Nottmeier  | TSV Grün-Weiß Dankersen   | 9    |
| 9                             | Rudolf Schwanz     | TV Oppum                  | 9    |
| 9                             | Stahlberger        | KTSV St. Otmar St. Gallen | 9    |
| 13                            | Hans Gemperle      | KTSV St. Otmar St. Gallen | 8    |
| 13                            | Jonas              | Union West Wien           | 8    |
| Quelle: , Stand: 26. Mai 1969 |                    |                           |      |

### Die Siegermannschaft
| 1.                      | TSV Grün-Weiß Dankersen |
|                         | - Mannschaft: Helmut Meisolle, Günter Gieseking, Klaus Barlach (2), Peter Roese (1), Wilfried Drögemeier (1), Manfred Horstkötter, Erwin Heuer (1), Jürgen Glombek (8), Bernd Munck (17), Herbert Nottmeier (9), Herbert Lübking (24), Otto Weng (7), Hans-Jürgen Sulk (5), Friedrich Borgmann (9) - Trainer: Arnhold Kresse |
| In Klammern: Torerfolge | |